# Ігнасіо Гонсалес Кінґ
Ігнасіо Гонсалес Кінґ (ісп. Ignacio González King; нар. 28 березня 1980) — колишній аргентинський тенісист.
Найвищу одиночну позицію світового рейтингу — 203 місце досяг 28 липня 2003, парну — 82 місце — 25 квітня 2005 року.

## Фінали турнірів ATP за кар'єру

### Парний розряд: 1 (0–1)
| Результат | В-П | Дата     | Турнір                    | Покриття | Партнер      | Суперники                    | Рахунок  |
| --------- | --- | -------- | ------------------------- | -------- | ------------ | ---------------------------- | -------- |
| Поразка   | 0–1 | Лют 2005 | Коста-ду-Сауїпе, Бразилія | Ґрунт    | Хосе Акасусо | Франтішек Чермак Леош Фридль | 4–6, 4–6 |

## Титули на челленджерах

### Одиночний розряд: (1)
| Ранг | Рік  | Турнір             | Покриття | Суперник                 | Рахунок  |
| ---- | ---- | ------------------ | -------- | ------------------------ | -------- |
| 1.   | 2004 | Будайорш, Угорщина | Ґрунт    | Габріель Трухільйо-Солер | 6–4, 6–4 |

### Парний розряд: (8)
| Ранг | Рік  | Турнір                           | Покриття | Партнер                  | Суперники                                   | Рахунок       |
| ---- | ---- | -------------------------------- | -------- | ------------------------ | ------------------------------------------- | ------------- |
| 1.   | 2003 | Київ, Україна                    | Ґрунт    | Хуан Пабло Гусман        | Харш Манкад Джейсон Маршалл                 | 6–2, 3–6, 6–4 |
| 2.   | 2003 | Будапешт, Угорщина               | Ґрунт    | Хуан Пабло Гусман        | Корнель Бардоцький Гергей Кішдєрдь          | 7–5, 4–6, 6–3 |
| 3.   | 2004 | Сассуоло, Італія                 | Ґрунт    | Енцо Артоні              | Джанлука Бацціка Пауль Капдевіль            | 3–6, 6–4, 6–1 |
| 4.   | 2004 | Будайорш, Угорщина               | Ґрунт    | Габріель Трухільйо-Солер | Ота Фукарек Стефан Робер                    | 3–6, 6–2, 6–3 |
| 5.   | 2004 | Сантьяго, Чилі                   | Ґрунт    | Енцо Артоні              | Бріан Дабуль Дам'ян Патріарка               | 6–3, 6–0      |
| 6.   | 2004 | Буенос-Айрес, Аргентина          | Ґрунт    | Енцо Артоні              | Віктор Йоніце Габр'єл Морару                | 7–5, 6–3      |
| 7.   | 2004 | Санта-Крус-де-ла-Сьєрра, Болівія | Ґрунт    | Енцо Артоні              | Віктор Йоніце Габр'єл Морару                | 6–3, 6–1      |
| 8.   | 2004 | Аракажу, Бразилія                | Ґрунт    | Енцо Артоні              | Хуан Пабло Гусман Сантьяго Вентура Бертомеу | 6–4, 6–2      |